# Sagittarius B2

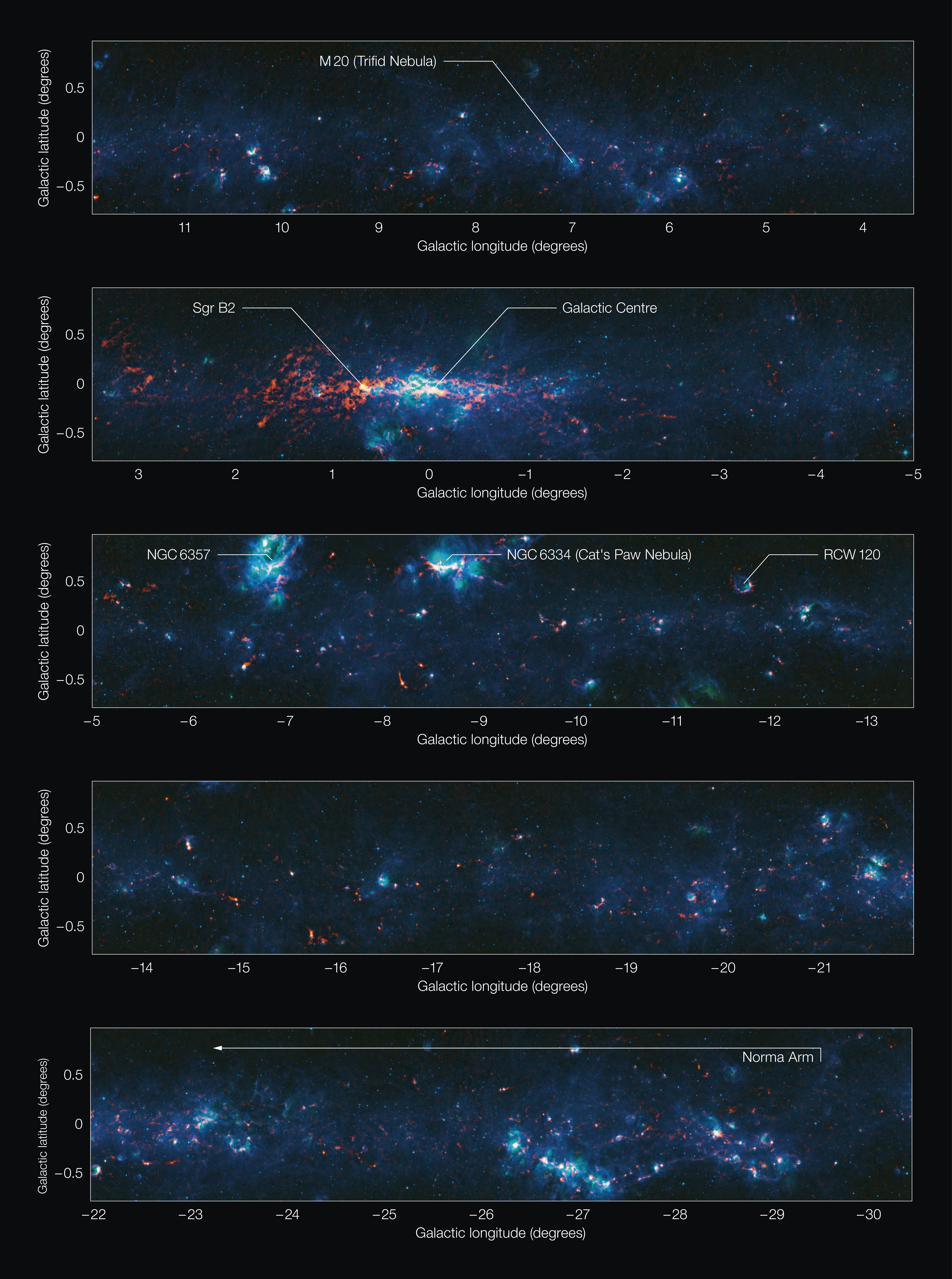
Sagittarius B2 (drugi od góry) na zdjęciach ESO

Sagittarius B2 (Sgr B2) – jeden z największych obłoków molekularnych gazu i pyłu w Drodze Mlecznej. Znajduje się w odległości 25 000 lat świetlnych od Ziemi oraz w niewielkiej odległości od centrum Galaktyki. Obłok ten ma 10 lat świetlnych średnicy a jego jasność w ciągu 5 lat znacząca się zmieniała. Obserwacje te pozwalają oceniać zmiany zachowania czarnej dziury w naszej Galaktyce Sagittarius A*.
W obłoku Sagittarius B2 znaleziono 8-atomowy związek propenal i 10-atomowy propanal oraz mrówczan etylu. 